# زانکت آگستین
شهر زانکت آگستین (به آلمانی: Sankt Augustin) در ایالت نوردراین-وستفالن در کشور آلمان واقع شده‌است.